# Philip Langridge
Philip Langridge Gordon CBE (Hawkhurst, Kent, 16 de dezembro de 1939 – Guildford, 5 de março de 2010) foi um tenor inglês, considerado um dos expoentes da ópera em seu país que se destacou como Liederista.